# Felsővízivárosi Szent Anna-plébánia
A Budapest-Felsővízivárosi Szent Anna plébánia Budapest I. és II. kerületének egyik római katolikus plébániája. Plébániatemploma, a Szent Anna-templom a Batthyány tér egyik legjelentősebb épülete.

## Története

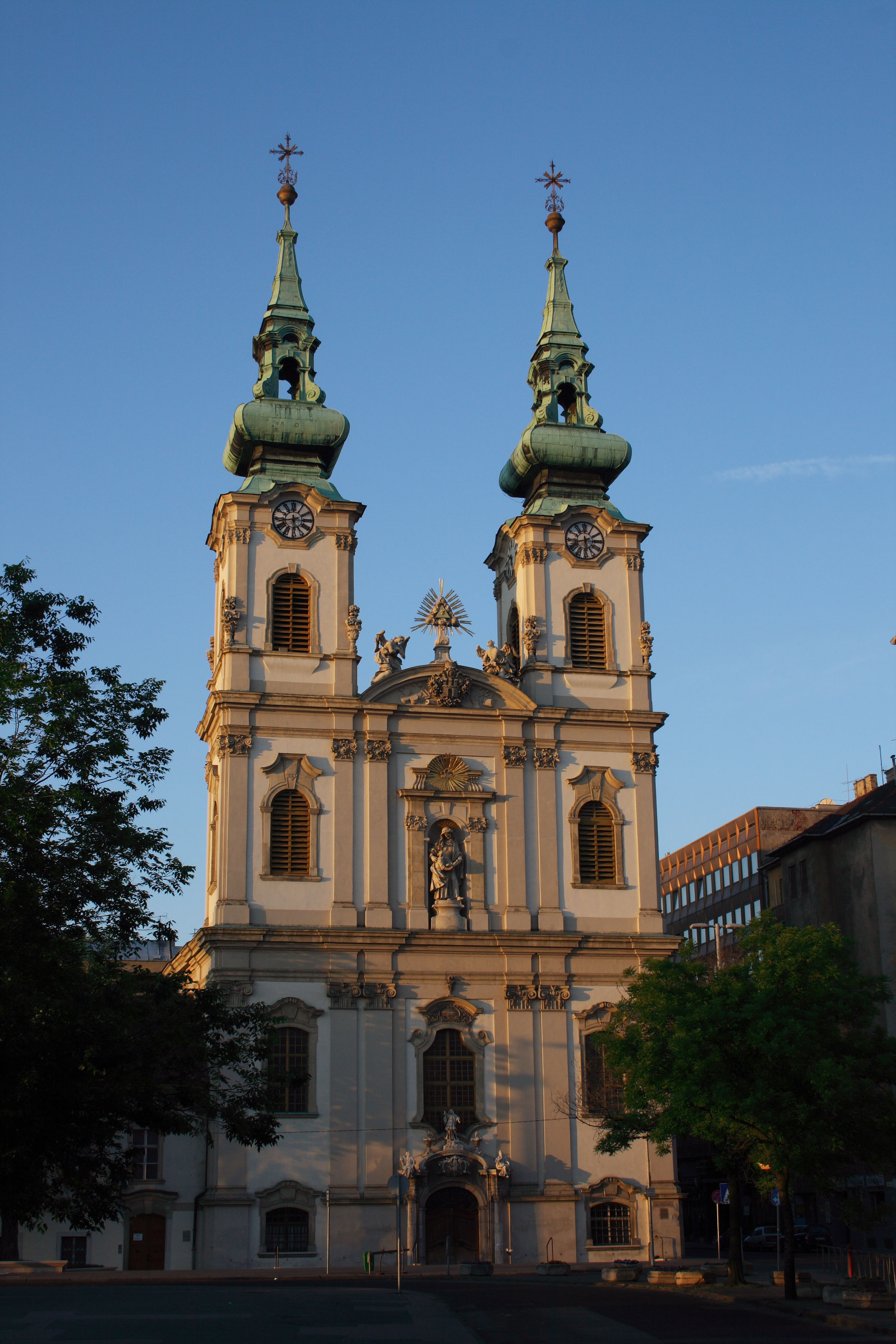
A Szent Anna plébániatemplom

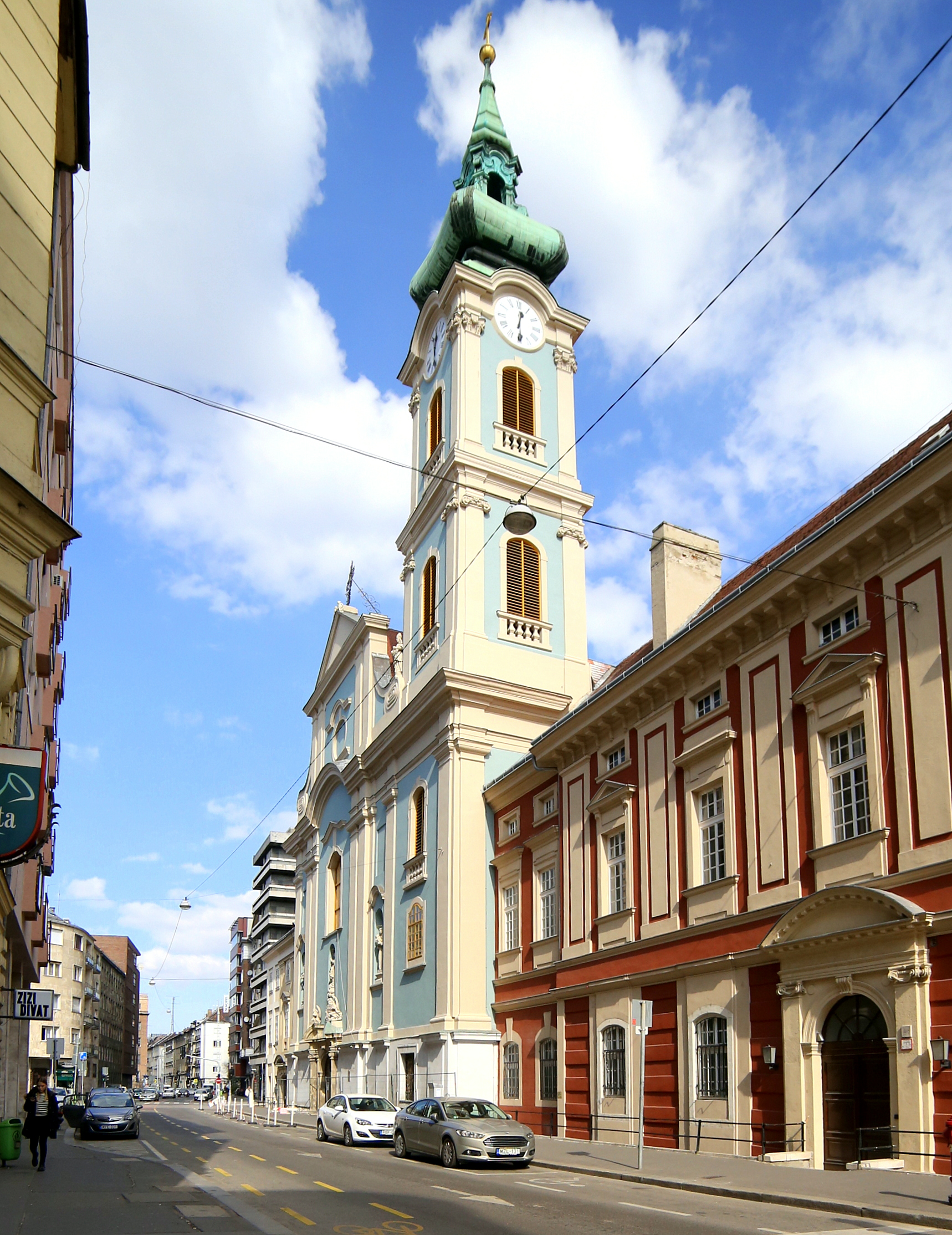
A Szent Ferenc Sebei templom

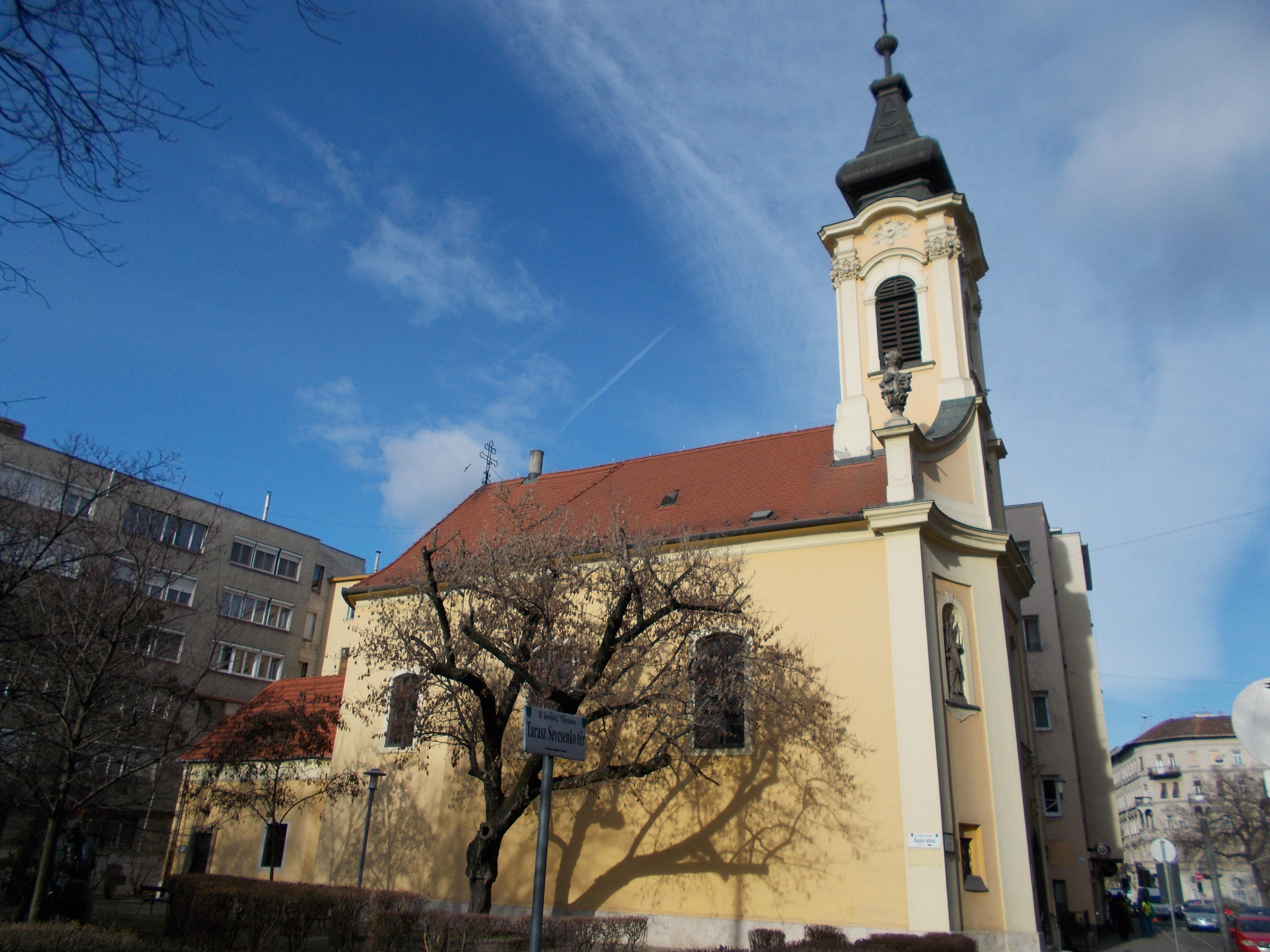
A Szent Flórián kápolna

A plébániát 1390-ben alapították, de 1540-ben elpusztították a törökök. Újraalapítása 1687-ben történt meg, az anyakönyvezés pedig 1693-ban indult. Sinzendorf Vencel gróf 1626-ban az elpusztult plébánia alapfalaira emeletes házat építtetett, ezt 1720-ban Forstmayer Mátyás fakereskedő megvásárolta, majd kocsmát nyitott benne. 1724-ben Buda város tanácsa vette meg a telekkel együtt és Fiedler Henrik János kőművesmesterrel alakíttatta a házat toronnyal kápolnává és plébániává, amelynek szolgálatát a jezsuiták látták el, az egyre gyarapodó hívek számára 1740-ben kezdték meg a Szent Anna-templom építését, amellyel Hamon Kristóf építőmestert bízták meg. Az építkezést halála után özvegyének férje, a brünni származású Nöpauer Máté fejezte be 1761-ben. 
A plébánosi tisztséget egészen a rend 1773. évi feloszlatásáig jezsuiták látták el, a rend feloszlatása után pedig az esztergomi főegyházmegye papjai (akik 1803-ig egykori jezsuiták voltak). 1787-ben a II. József által elrendelt plébániai határrendezés  során Batthyány József esztergomi érsek a plébániát két részre osztotta. A déli (alsó-vízivárosi) részből külön plébánia jött létre a kapucinusok vezetésével.
A plébánia lakossága a 18. század végéig többségében német nemzetiségű volt, bár magyar és szlovák nyelven is elhangzottak prédikációk. Utóbbiak helye a Szent Flórián-kápolna volt. 
A Víziváros és a plébánia területe Budapest II. kerületéhez tartozott, mely a budai Vár  körüli városrészeket foglalta magában. Budapest határainak 1950. évi átrendezése során a Víziváros és egyben a plébánia területének északi része (a Csalogány utca, Margit körút és Bem József utca határolta terület) a budai hegyvidék felé jelentősen kibővült II. kerület része maradt, déli részét pedig (az addigi II. kerület nagyobbik részével együtt) az I. kerülethez csatolták.

## Katolikus templomok a plébánia területén
- Szent Anna-plébániatemplom
- Szent Ferenc Sebei-templom (ferencesek, majd Erzsébet-nővérek temploma)
- Szent Erzsébet (kapucinus) templom (1787 óta alsóvízivárosi plébániatemplom)
- Szent Flórián-kápolna (1920-tól budai görögkatolikus templom)
- Régi Szent János-kórház kápolnája (1949-ben lebontották)

## Határai
Bem József utca – Margit körút – Ostrom utca – Várfal – Ilona lépcső – Donáti utca – Vám utca – Duna

## Plébánosai

### Vízivárosi plébánosok
| Időszak                                  | Név                      | Megjegyzés |
| ---------------------------------------- | ------------------------ | ---------- |
| 1686 – 1693. január                      | budavári jezsuiták       |            |
| 1693. január – 1697                      | (svájci) Vitalis OFMCap  |            |
| 1697 – 1701                              | (bécsi) Aurél OFMCap     |            |
| 1701                                     | (bécsi) Accursius OFMCap |            |
| 1701. december 25. – 1718. május 31.     | Raspasani Tamás          |            |
| 1718. augusztus 28. – 1723               | Kovacsics György         |            |
| 1723. november – 1725                    | Köschner Károly SJ       | először    |
| 1725/1726                                | Ertl Tóbiás SJ           |            |
| 1726/1727                                | Thaller Tamás SJ         |            |
| 1727 – 1735                              | Köschner Károly SJ       | másodszor  |
| 1735/1736                                | Schendl Frigyes SJ       |            |
| 1736. október – 1740. szeptember 10.     | Pretelli Ignác SJ        |            |
| 1740/1741                                | Imrikovics György SJ     |            |
| 1741–1743                                | Gruber Antal SJ          |            |
| 1743/1744                                | Rothl Simon SJ           |            |
| 1744. november 1 – 1752. október 19.     | Reck József SJ           |            |
| 1752/1753                                | Milkovics Mihály SJ      |            |
| 1753. október 15. – 1755                 | Preindl Márton SJ        |            |
| 1755/1756                                | Zeitler Ádám SJ          |            |
| 1756/1757                                | Mayr Ferenc SJ           |            |
| 1757. november 3. – 1760. október 19.    | Kögl Ádám SJ             | először    |
| 1760. október 19. – 1762. október 21.    | Teüffel Károly SJ        |            |
| 1762. október 21. – 1771. október 21.    | Kögl Ádám SJ             | másodszor  |
| 1771. október/november – 1772. május 18. | Bácsmegyei József SJ     |            |
| 1772. október 1. – 1775. április 1.      | Matzer Péter SJ          |            |
| 1775. április – 1787. június 19.         | Richard József SJ        |            |

### Felsővízivárosi plébánosok
| Időszak                                   | Név                                | Megjegyzés |
| ----------------------------------------- | ---------------------------------- | ---------- |
| 1787. június 19. – 1803. október 1.       | Richard József SJ                  |            |
| 1803. szeptember 14. – 1814. április 22.  | Luprecht Ferenc (von Fahnenthal)   |            |
| 1814. április 29. – 1839. november 11.    | Szojkovics Ferenc                  |            |
| 1839. november 15. – 1843. szeptember 17. | Reither József                     |            |
| 1843. szeptember 11. – 1861. február 16.  | Sterbeczki Kamill (von Bangenberg) |            |
| 1861 – 1867. november 8.                  | Ráth József                        |            |
| 1867. november 8. – 1890                  | Würtl Antal                        |            |
| 1890 – 1901                               | Dömötör Gedeon                     |            |
| 1901 – 1902                               | Tihanyi Károly                     |            |
| 1902 – 1907                               | König Gusztáv                      |            |
| 1907                                      | Molnár László                      | először    |
| 1907 – 1909                               | Bán Sándor                         |            |
| 1909                                      | Dr. Huszár Elemér                  | először    |
| 1909 – 1911                               | Dr. Tálós Gyula                    |            |
| 1911                                      | Dr. Huszár Elemér                  | másodszor  |
| 1911 – 1918                               | Horváth József                     |            |
| 1918 – 1946                               | Molnár László                      | másodszor  |
| 1946 – 1961                               | Dr. Bán Imre                       |            |
| 1961 – 1977                               | Mohácsi Gyula                      |            |
| 1977 – 2000                               | Mócsai Gábor                       |            |
| 2000. augusztus 1. – jelenleg             | Jánosa Domokos                     |            |

## Galéria
- Előttünk a Felső-Víziváros - panoráma a Mátyás-templom tornyából
- A Halászbástya felől
- Húsvét szombati bevonulás
- A Szent Anna-, a  Mátyás- és a Szent Ferenc sebei templom
- Éjszakai panoráma a Dunáról